# COSCO

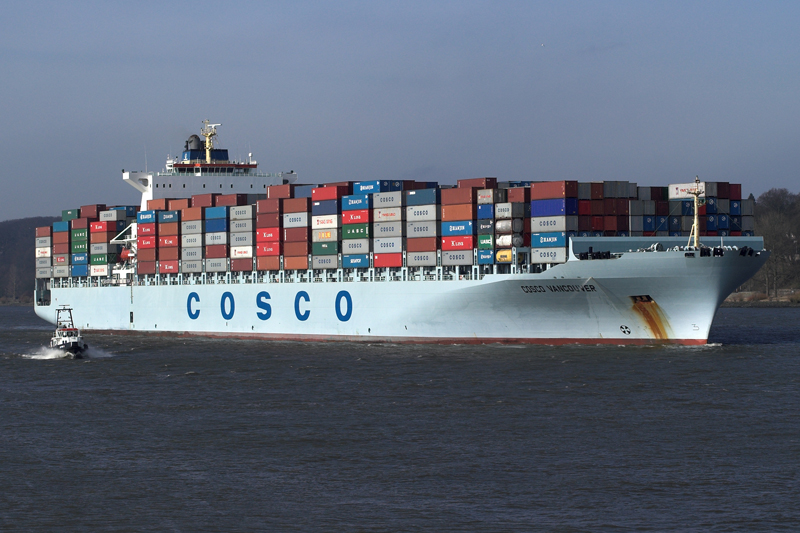
COSCO Vancouver

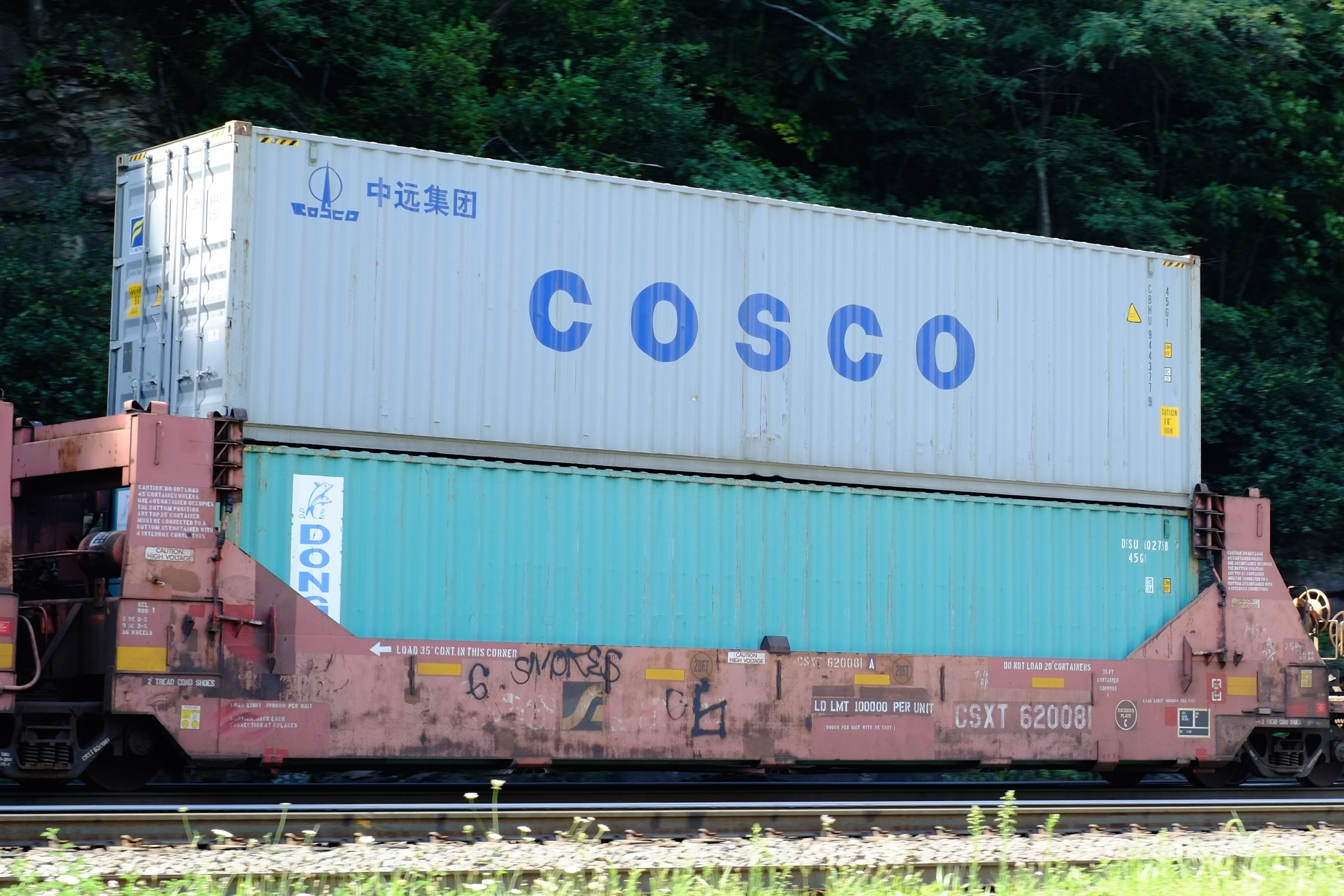
Contenidor COSCO de 40 peus

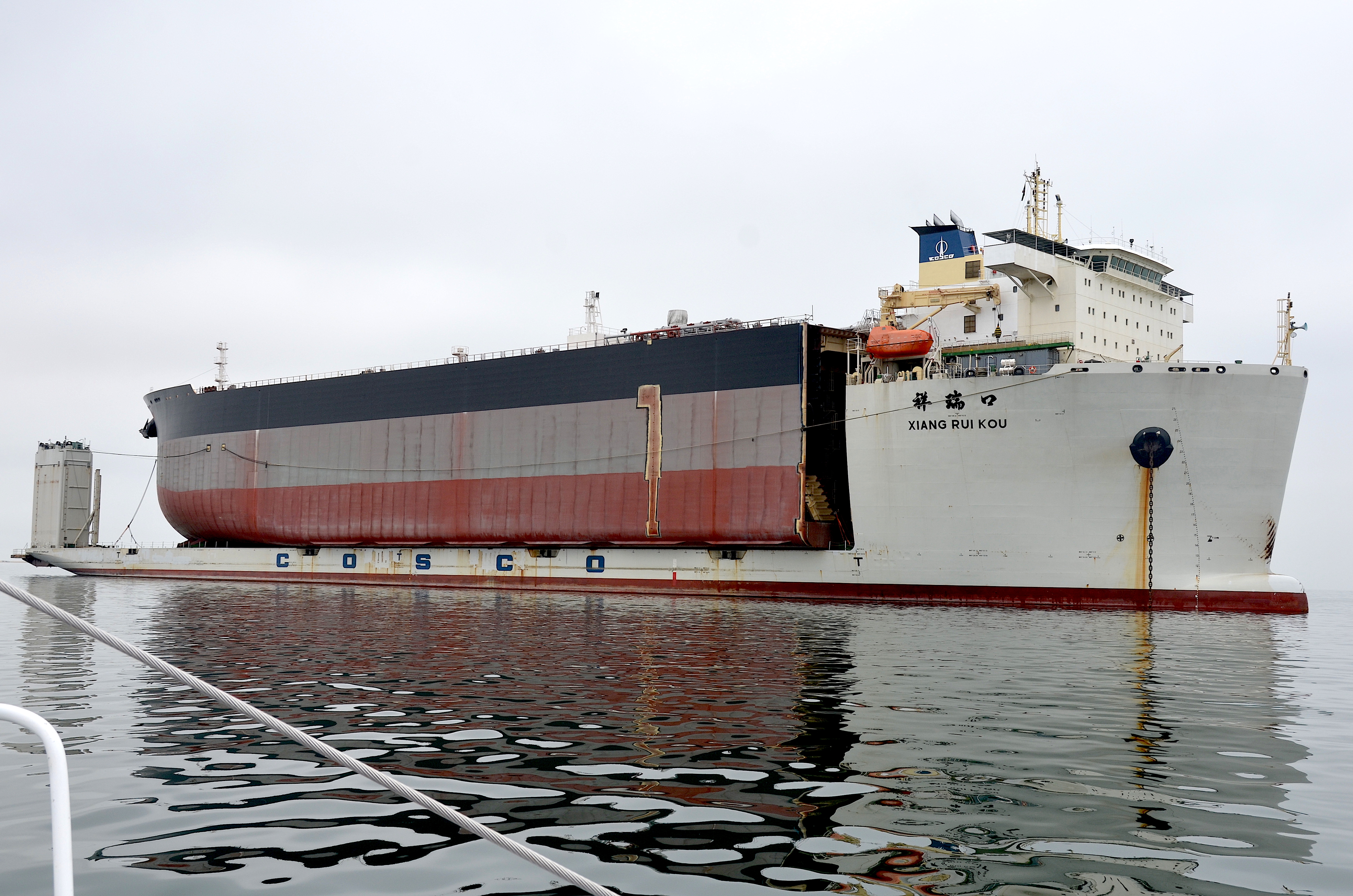
Vaixell pesat semisubmergible Xiang Rui Kou

China Ocean Shipping (Group) Company (xinès: 中国远洋运输（集团）总公司), coneguda com a COSCO o COSCO Group, és una empresa naviliera xinesa. La seva seu es troba a Ocean Plaza, al barri de Xicheng a Pequín. Posseeix 1.114 bucs, inclosos 365 de granel sec, amb una flota de contenidors amb una capacitat de 1.580.000 TEUs, i una flota de 120 bucs cisterna. La flota atraca a més de mil ports a tot el món. Ocupa el tercer lloc tan en nombre de bucs de contenidors com en volum al món. El 2012, va ser entre les 15 millors empreses de la Xina.
És el major transportista a granel sec a la Xina i un dels majors operadors de transport a granel sec a tot el món. A més, el grup és el transportista de línia més gran de la Xina. Al febrer de 2016, el grup COSCO es va fusionar amb China Shipping Group per formar China COSCO Shipping.